# Copper Peak (skocznia narciarska)
Copper Peak – skocznia narciarska o punkcie konstrukcyjnym K170 i rozmiarze HS 180, zlokalizowana w amerykańskim Ironwood. Początkowo była skocznią mamucią, jednak według obecnie stosowanych kryteriów Międzynarodowej Federacji Narciarskiej spełnia ona wymogi skoczni dużej.
Wybudowana w 1969 r., a oficjalnie otwarta 28 lutego 1970. Rozbudowana w 1980 r. i 1988 r. Ostatnie skoki oddano na niej w 1994 r., zaś ostatni konkurs Pucharu Świata odbył się w 1981 r. Od połowy lat 90. obiekt niszczał nieużywany.
W 2013 r. zdecydowano o reaktywacji skoczni. W tym samym roku został ulepszony wyciąg krzesełkowy, winda i drenaż na skoczni oraz powiększono zeskok. W 2015 r. planowana była gruntowna przebudowa skoczni, natomiast w 2016 r. nadal trwały przygotowania do rozpoczęcia prac. Zgodnie z planami po przebudowie punkt HS ma być umiejscowiony na 185 metrze a punkt K na 170 metrze, dzięki czemu skocznia będzie spełniać kryteria skoczni mamuciej. Ma być również pierwszą skocznią mamucią pokrytą igelitem. W październiku 2016 r. przedstawiciele FIS-u poinformowali, że pierwsze zawody zostaną rozegrane w 2018 r. lub w 2019 r., w ramach Letniego Grand Prix. Inwestycja pochłonie ok. 13 milionów dolarów amerykańskich. Do maja 2018 r. nie doszło do rozpoczęcia prac związanych z przebudową, między innymi ze względów finansowych.